# 78 Virginis
Ne doit pas être confondu avec Omicron Virginis.
Désignations
78 Virginis (en abrégé 78 Vir) est une étoile variable de la constellation zodiacale de la Vierge, distante de 175 ± 2 a.l. (∼ 53,7 pc) du Soleil. 78 Virginis est sa désignation de Flamsteed, mais elle porte également la désignation d'étoile variable CW Virginis et la désignation de Bayer o Virginis. L'étoile est visible à l’œil nu comme une faible étoile blanchâtre de magnitude apparente 4,92. Elle se rapproche de la Terre à une vitesse radiale de −10 km/s.
78 Virginis est une étoile Ap de type spectral ApEuCrSr, un type d'étoile chimiquement particulière qui montre de fortes raies d'absorption correspondant au strontium, au chrome, et à d'autres éléments du pic du fer. C'est également une étoile variable de type Alpha2 Canum Venaticorum, sa magnitude variant entre 4,91 et 4,99 sur une période de 3,722 jours. 78 Virginis est la première étoile en dehors du Soleil où un champ magnétique a été détecté ; ce champ montre une structure en forme de dipôle avec une intensité de surface d'environ 3,3 kG. C'est une étoile Ap à oscillations rapides (roAp) candidate. L'étoile est âgée de 435 millions d'années, et sa masse vaut 2,16 fois la masse du Soleil et son rayon 2,11 fois celui du Soleil. Elle émet 27 fois la luminosité du Soleil depuis sa photosphère à une température effective de 9 100 K.